# M.P. Ganesh
Mullera Poovayya Ganesh, född den 8 april 1948 i Coorg, Indien, är en indisk landhockeyspelare.
Han tog OS-brons i herrarnas landhockeyturnering i samband med de olympiska sommarspelen 1972 i München.